# Candlestick Park
Candlestick Park (tidligere kendt som 3Com Park og Monster Park) var et stadion i San Francisco i Californien, USA, og var hjemmebane for NFL-klubben San Francisco 49ers. Stadionet havde plads til 70.207 tilskuere og blev indviet 12. april 1960 og var fra 1971, hvor det erstattede det gamle Kezar Stadium, hjemmebane for 49ers. Stadionet blev revet ned i 2015. 49ers flyttede i 2014 til deres nye stadion Levi’s Stadium i Santa Clara.
Candlestick Park var også en længere periode hjemmebane for baseball-holdet San Francisco Giants fra MLB-ligaen.  
The Beatles afsluttede deres amerikanske 1966 turne på Candlestick Park den 29. august 1966, og gruppens optræden viste sig at blive gruppens sidste planlagte koncert.